# 三一門教堂

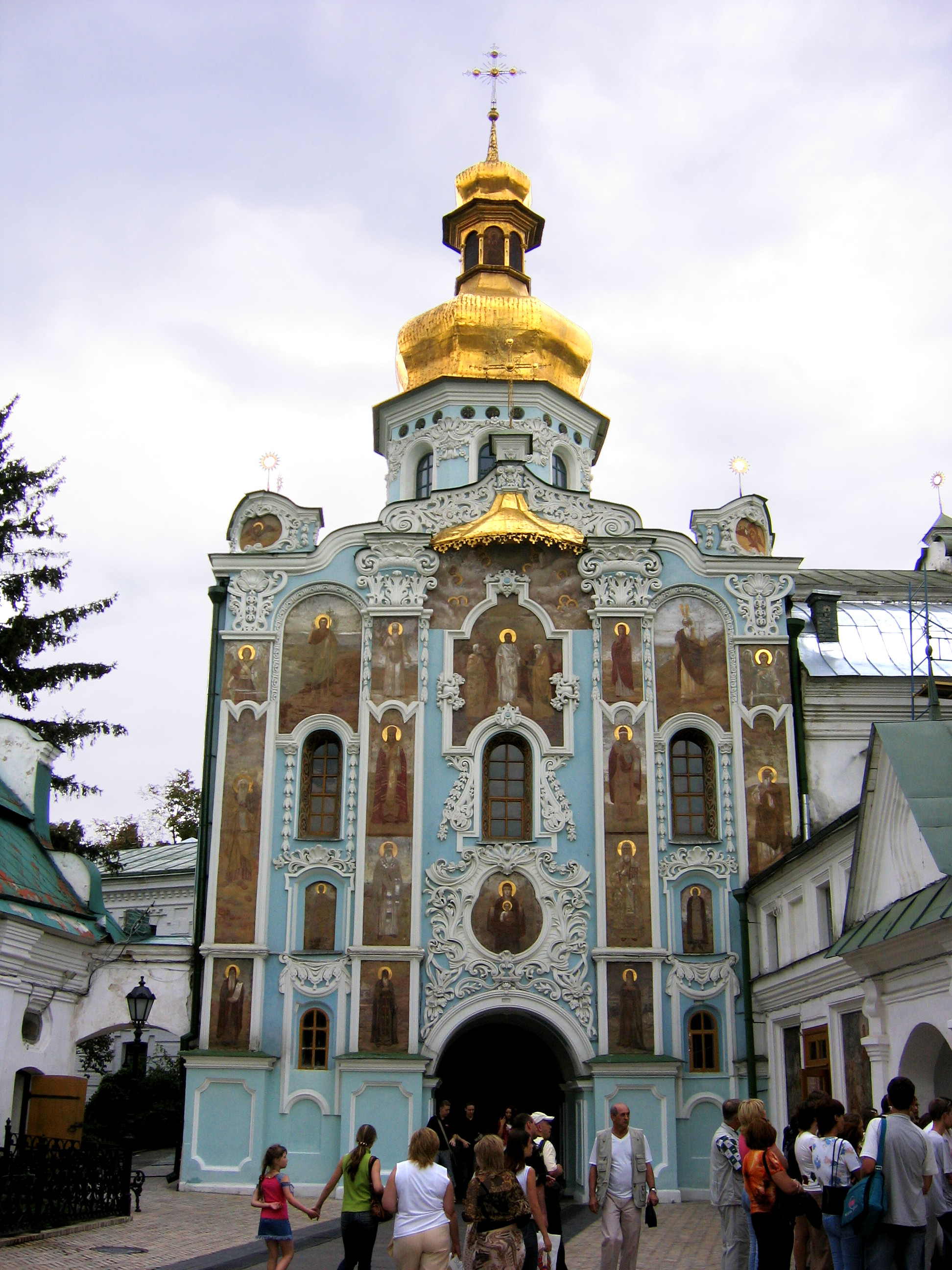
三一門教堂

三一門教堂（羅馬化：Troits’ka Nadbramna tserkva，羅馬化：Troitskaya Nadvratnaya tserkov’）是烏克蘭首都基輔的一座教堂，位於基輔洞窟修道院內。這座教堂外觀是烏克蘭巴洛克風格，在歷史上經歷過多次重建。三一教堂始建於1106年至1108年。